# ジョブ・オートン

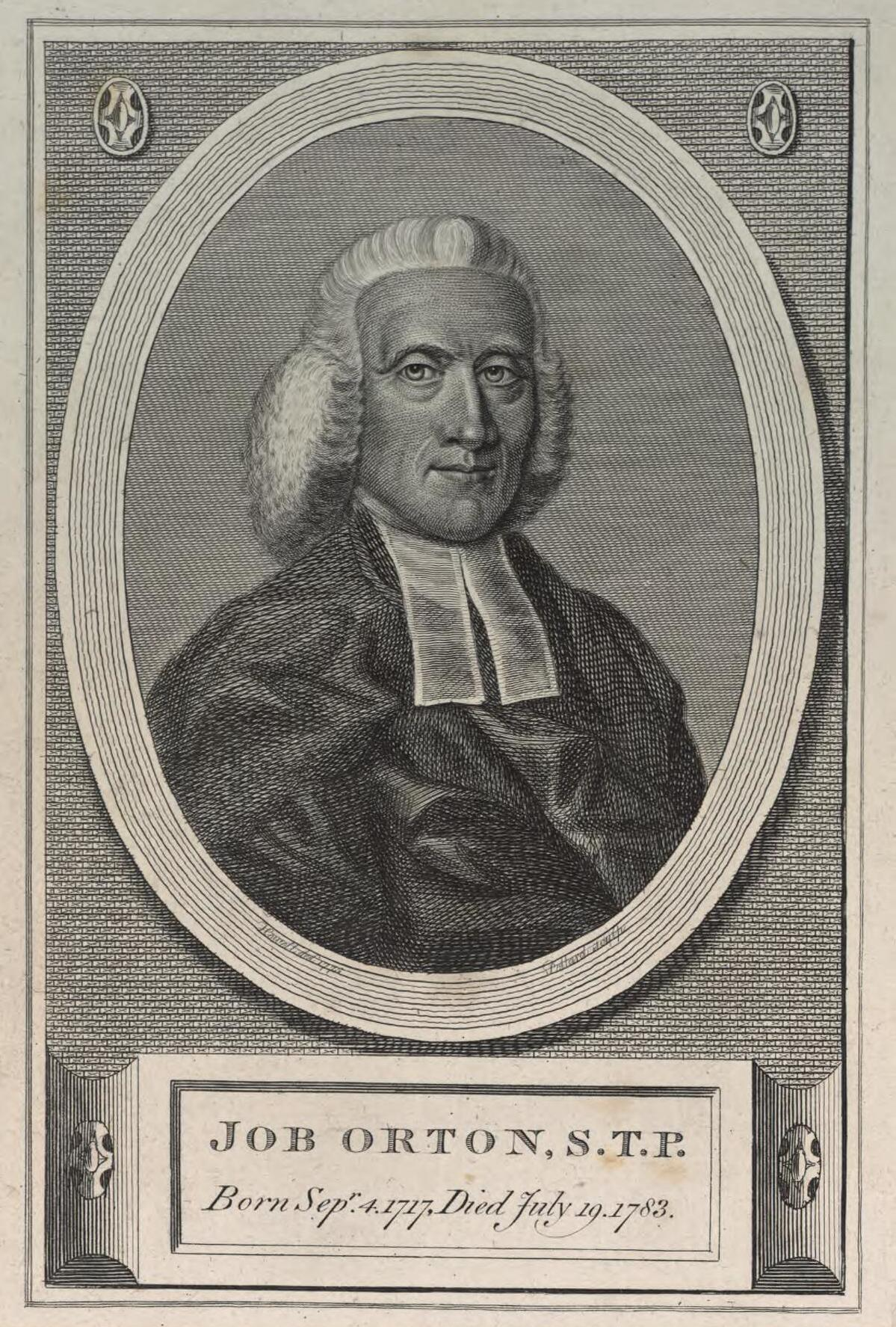
ジョブオートン

ジョブ・オートン（Job Orton、1717年9月4日– 1783年）はイングランドの教役者。イングランド国教会の教義や礼拝を拒んだ（Dissenting Minister）。

## 生涯
シュロップシャー州シュルーズベリーで生まれたオートンはノーザンプトンにあったフィリップ・ドッドリッジ（Philip Doddridge）のアカデミーに入り、1741年ハイストリートチャペルで長老派教会と独立派教会の合致により形成された宗教集会の教役者になり、1745年長老派教会の叙階状態の悪化を理由に1766年に辞任した。 辞した後は生涯を、ウスターシャーのキダーミンスター（Kidderminster）で生活を送った。1745年から1747年の間、彼はシュルーズベリーのサロップ診療所（現在はThe Parade Shopping Centreという）の初代理事長を務めた。聖チャド教会墓地にあるシュルーズベリーに埋葬された。

## 教役者として
ジョブ・オートンは三位一体説に則った上でサベリウス主義を採用し、同じ反国教会の教役者や牧師のみならず、既存の教会に属する聖職者たちにも大きな影響を与えた。古風ともいえる思想を持った彼はメソジストや他の信仰復興論者（リバイバリスト）とは相容れなかったがジョゼフ・プリーストリーやセオフィルス・リンジー（Theophilus Lindsey）については称賛の言葉を残している。

## 著作
- Memoirs of Doddridge（1766年刊行、タイトルは「ドッドリッジの回顧録」の意味）
- Letters to Dissenting Ministers（1806年刊行）
- Practical Works（1842年刊行、2巻構成）